# Province de Ouarzazate
La province de Ouarzazate est une subdivision à dominante rurale de la région marocaine du Drâa-Tafilalet. Elle tire son nom de son chef-lieu, Ouarzazate.
Située au sud-est du pays à 500 km au sud de la capitale Rabat, la province de Ouarzazate à majorité berbère s'étend sur 19 464 km² qui incorpore une partie du Haut Atlas et de l'Anti-Atlas ainsi que la vallée du Drâa qui suit la plus longue rivière du pays Oued Drâa.

## Géographie

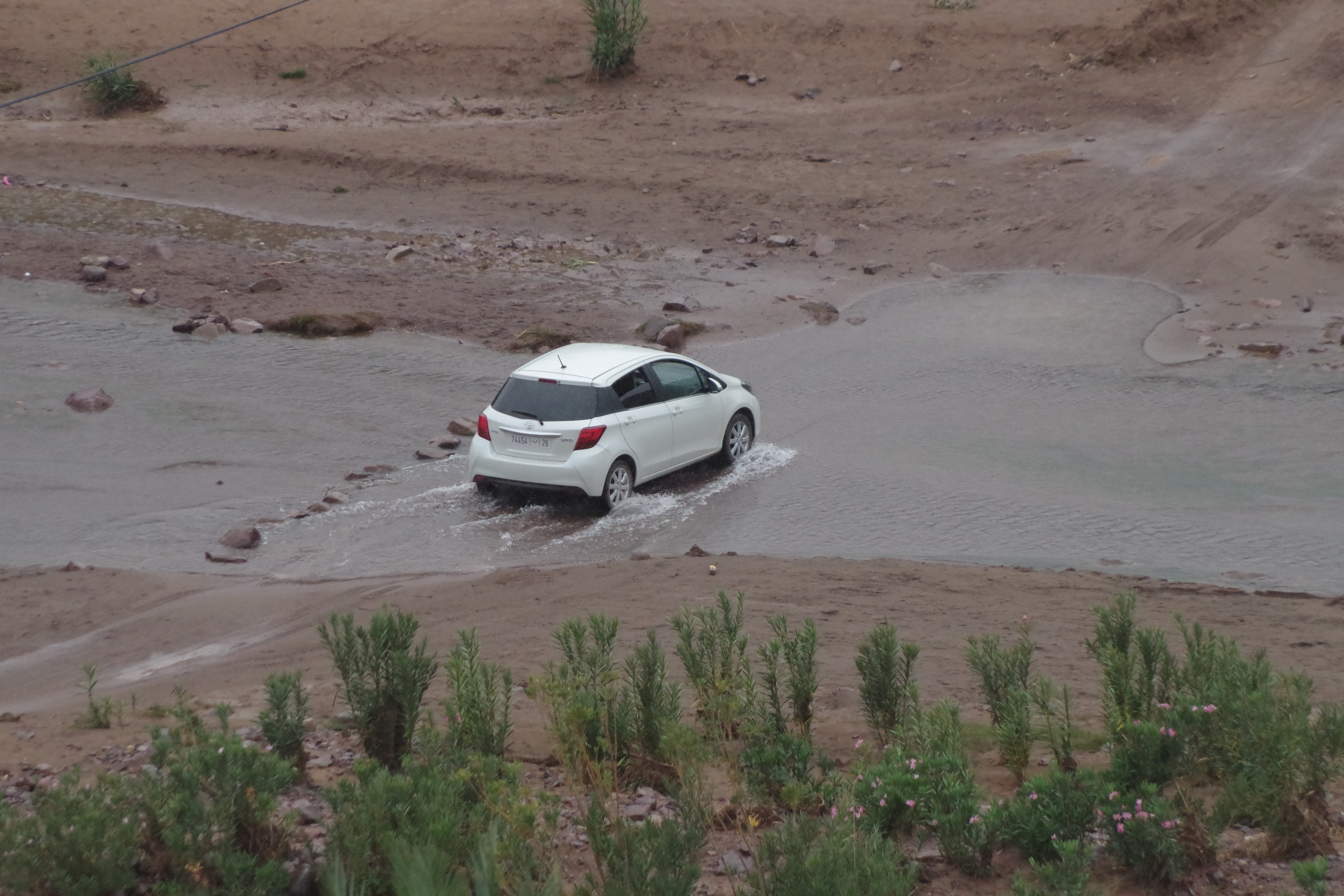
Voiture traversant un oued dans l'oasis de Fint.

Située à plus de 1 000 mètres d'altitude, la province de Ouarzazate est traversée verticalement par les chaînes du Haut Atlas et de l'Anti-Atlas avec des sommets qui dépassent les 3 000 m voire les 4 000 m (Ighil M'Goun 4 071 m).
Elle est délimitée :
- au nord par la province d'el Haouz et la province d'Azilal ;
- à l'est par la province de Tinghir et la province de Zagoura ;
- au sud par la province de Tata ;
- à l'ouest par la province de Taroudant .

### Le relief
Le relief de la province se caractérise pour être contraste mais généralement les altitudes vont de 1 000 m à 4 000 m : 
- chaînes de montagnes du Haut Atlas au Nord qui sont couvertes tous les hivers par la neige, de l'Anti Atlas au centre et du Bani au sud ;
- plateaux étendus au centre caractérisés par l'existence de plusieurs Cuestas qui sont visibles depuis la ville de Ouarzazate ;
- multitudes de vallées encaissées par ces formations montagneuses ;
- vastes étendues désertiques au Sud[2].

### Climat
La province de Ouarzazate jouit d'un climat semi-aride caractérisé par des hivers froids et rigoureux où la température peut atteindre -10 °C dans les montagnes et des étés chauds et secs.

L'amplitude thermique est élevée. les précipitations sont faibles en général (moyenne annuelle : 120 mm) mais de façon irrégulière du Nord au Sud.
| Mois                              | jan. | fév. | mars | avril | mai  | juin | jui. | août | sep. | oct. | nov. | déc. | année |
| --------------------------------- | ---- | ---- | ---- | ----- | ---- | ---- | ---- | ---- | ---- | ---- | ---- | ---- | ----- |
| Température minimale moyenne (°C) | 1,9  | 4,5  | 7,4  | 10    | 13,8 | 17,7 | 21,3 | 20,7 | 17,1 | 12,3 | 6,9  | 2,4  | 11,3  |
| Température moyenne (°C)          | 9,3  | 11,9 | 14,8 | 17,6  | 21,7 | 25,9 | 29,5 | 28,8 | 24,6 | 19,4 | 13,7 | 9,5  | 19,6  |
| Température maximale moyenne (°C) | 16,6 | 19,3 | 22,2 | 25,1  | 29,6 | 34,1 | 37,8 | 37   | 32,2 | 26,5 | 20,4 | 16,7 | 26,5  |
| Précipitations (mm)               | 13   | 13,1 | 7,4  | 7,4   | 7    | 2,1  | 1,4  | 5,1  | 13,3 | 13,4 | 19,3 | 9,7  | 112,2 |

### Hydrographie[3]

#### Eaux superficielles
Le réseau hydrographique du bassin est formé des oueds DADES, M'GOUN, IZERKI, OUARZAZATE et ses affluents (EL MALEH, IMINI et IRIRI et le AIT BOUCHCHENEFINT). Ces derniers oueds et leurs ramifications forment le bassin supérieur du DRAA dont la superficie est de 15.170 km2 et à leur confluence à l'ex-Zouiat N'OURBAZ a été édifié le Barrage EL MANSSOUR EDDAHBI.

#### Eaux souterraines
La principale zone aquifère est celle du bassin de Ouarzazate qui est alimenté par les infiltrations qui se produisent dans le Haut Atlas et dans les zones de piémont. Les ressources traditionnellement utilisées dans ces zones sont constituées par les sous écoulements des oueds formant des nappes localisées d'épaisseurs faibles, inférieures à 10 ml et de potentialités limitées. Les débits ponctuels sont de l'ordre de 10 L/S avec une qualité chimique bonne à l'exception de l'oued Mellah dont la qualité de concentration s'élève à 7 G/L. Les prospections réalisées ont permis d'identifier plusieurs niveaux aquifères, artésiens, de profondeur moyenne entre 75 et 100 m. Les études effectuées ont démontré des ressources renouvelables avec des réserves de faible à moyenne importance.

## Histoire[4]
La région de Ouarzazate, qui a toujours attiré l'attention de nombreux historiens, reste encore une énigme pour eux. Cependant, certaines recherches archéologiques effectuées ont prouvé l'existence de diverses civilisations qui auraient vécu dans cette région ; ces mêmes recherches ont prouvé aussi une occupation humaine très ancienne : en y a trouvé des gravures rupestres témoignant des temps préhistoriques.
La région de Ouarzazate semble avoir été le point de rencontres commerciales avec plusieurs pays du Nord et du Sud du continent. Aussi d'autres intérêts économiques, recherche de l'or et d'autres métaux, auraient déterminé l'établissement de marchands de différents nationalités et religions dans cette partie du pays formation de petits royaumes juifs ce qui a favorisé son expansion à une certaine époque.
C'est à partir du milieu du VIIIe siècle que l'extension de la révolte kharijite et l'apparition des Idrissides s'opposaient à l'autorité des khalifats de Damas d'où la fondation de Sijilmassa à Tafilalt et la décadence des anciennes villes de Todgha et de Ziz. La province de Ouarzazate servait alors de voie de passage aux caravanes transportant les marchandises qui arrivent du Soudan et de Sijilmassa et sont dirigés vers le nord de l'atlas (Marrakech / Fès) et vers Tlemcen. Ouarzazate était alors le cœur du Maroc où un commerce renommé et florissant a voulu une relance économique pour le pays.
Dès la seconde moitié du XIIIe siècle, les Arabes Maâquils se sont infiltrés dans toutes les provinces du Sud marocain à l'exception des zones montagneuses leurs méfaits s'accroissaient ébranlant les organisations sociales qui régissaient toutes les provinces du sud et qui ont été remplacées par l'anarchie, l'exploitation chantée et brutales des arabes. Même la région de Ouarzazate a subi le joug des Arabes qui occupaient alors le pays et ses alentours, les gens des qsours payent ces Mâaquils pour qu'ils les aident à se battre entre eux " 
Avec l'arrivée des troupes coloniales dans la région, les habitants prennent conscience que l'unité du pays était en danger. Aussi toutes les populations du Maroc saharien y firent face et refusent l'influence colonialiste. On comprend alors l'accueil avec ferveur réservé à l'avènement de l'indépendance lors de la visite inoubliable du feu Sa Majesté Mohamed V aux régions du Sud en 1958.
Ensuite, vint la visite du Feu Sa Majesté le Roi Hassan II en 1962 qui donna beaucoup d'espoirs à la population du sud sa deuxième visite effectuée en 1966 S.M.R Hassan II donna son accord et approuva la construction du barrage Elmanssour Eddahbi qui donna un nouveau souffle pour cette région dans le domaine de l'agriculture.

## Découpage communal
Depuis un décret de 2009 ayant modifié — en raison de la création de 13 nouvelles provinces — le découpage communal des préfectures et provinces institué par un décret de 2008, la province de Ouarzazate comprend dix-sept communes :
- la province de Ouarzazate est composée de 17 communes, dont 2 communes urbaines (ou municipalités) : Ouarzazate(chef lieu),Taznakht.
- les 15 communes rurales restantes sont rattachées à 7 caïdats, eux-mêmes rattachés à 2 cercles :
  - cercle de Amerzegan:
    - caïdat de Amerzegan : Amerzegan et Ait zineb,
    - caïdat de Ighrem Nougdal : Ighrem Nougdal et Tidili,
    - caïdat de Ouisselssate : Iznaguen,Khouzama,Siroua et Ouisselssate,
    - caïdat Télouet de : Télouet;

  - cercle de Ouarzazate :
    - caïdat d'Ahl Ouarzazate : Tarmigte,
    - caïdat de Skoura : Skoura et Idelsane,
    - caïdat de Imeghran : Toundoute,Ghassate et Imi N'oulawn.

## Évolution démographique
| 1994                                                                    | 2004         | 2008         |
| ----------------------------------------------------------------------- | ------------ | ------------ |
| 439 072 hab.                                                            | 499 980 hab. | 524 142 hab. |
| 1994, 2004 : recensement officiel ; 2008 : estimation[réf. nécessaire]. |              |              |

| Municipalités | 1994        | 2004        |
| ------------- | ----------- | ----------- |
| Ouarzazate    | 39 203 hab. | 56 616 hab. |
| Taznakht      | 3 813 hab.  | 6 185 hab.  |